# Johan Carl Duncker
Johan Carl Duncker, född 1751 i Saal, Pommern, död 1806 i Helsingfors, var en svensk militär.
Johan Carl Duncker var son till pastor Albrecht Anders Duncker och Dorothea Sofie Olthoff. Han blev officer 1769, adlades 1772 och blev 1786 kapten vid artilleribataljonen i Stralsund. Duncker blev överstelöjtnant och arsenalstygmästare vid Artilleriregementet i Stockholm 1794 och var 1800–1806 överste och chef för Finska artilleriregementet.